# Buenia jeffreysii
Buenia jeffreysii is een straalvinnige vis uit de familie van grondels (Gobiidae), orde van baarsachtigen (Perciformes). De vis kan een lengte bereiken van 6 centimeter.

## Leefomgeving
Buenia jeffreysii is een zoutwatervis. De soort komt voor in gematigde wateren in de Atlantische Oceaan en in de Middellandse Zee op een diepte van 5 tot 330 meter.

## Relatie tot de mens
Buenia jeffreysii is voor de visserij van geen belang. In de hengelsport wordt er weinig op de vis gejaagd.